# Сумасшедший дом (картина Гойи)
Сумасшедший дом или Дом умалишённых (исп. Casa de locos) — картина Франсиско Гойи, написанная им в период с 1812 по 1819 год после посещения дома для душевнобольных в Сарагосе.
Картина изображает дом для душевнобольных людей начала XIX века.

## Описание
На картине показан зал больницы для душевнобольных. Единственный источник света здесь — зарешечённое окно, находящиеся довольно высоко от уровня пола. На голом полу под окном изображена группа пациентов. Все они являются неким подобие карикатур и высмеивают разные слои общества — человек в треуголке в самом центре полотна, повернувшись спиной к зрителю, «сражается» с невидимым врагом (пародия на армию), чуть левее от него находится человек с головным убором из перьев (дикарь), ближе к правому нижнему углу сидящий полуобнажённый мужчина в короне или тиаре и с медальоном на груди делает жест благословения по отношению к зрителю (духовенство). Остальные изображённые сидят, прижавшись к стене, корчатся в страшных гримасах или же спят на каменном полу. Абсолютно все изображённые на картине люди ведут бессмысленное и жалкое существование.

## Создание
Тема психиатрических лечебниц была довольно популярна в кругах испанской знати, и психически больные становились вместе с посещением домов для душевнобольных объектами развлечения.
Вероятнее всего на создание картины Гойю вдохновила его посещение дома для душевнобольных в Сарагосе в 1812 году. Также он испытывал трудности в своей семье — его дядя и тётя страдали психическими недугами, и примерно в это же время Гойя переживал смерть своего зятя. Возможно автора также сподвигли на создание картины последствия его тяжёлой и продолжительной болезни 1792 года, после которой он почти всю свою жизнь оставался глухим и страдал от приступов депрессии. В это время его работы становились более мрачными и тяжёлыми, чем в начале карьеры.

## Критика и значение
Критики не пришли к единому мнению о том, какой посыл несёт в себе «Сумасшедший дом». Некоторые[кто?] считают, что картина является примером того, что Гойя частично отошёл от дел и ушёл в себя, ведь картина не предназначалась для демонстрации широкой публике. Другие[кто?] же придерживаются мнения, что картина являлась критикой психиатрических лечебниц того времени и жестокого содержания в них душевнобольных людей.

## Похожие работы
Гойя уже затрагивал вопросы психических заболеваний и страданий в своей картине 1794 года «Двор с сумасшедшими», изображающий маниакальных пациентов, которых выпускают во двор приюта, а центральные фигуры борются, пока охранник пытается их остановить. «Сумасшедший дом» отличается от «Двора с сумасшедшими» тем, что помещает персонажей в унылую комнату, изображая их как страдающих людей, в отличие от людей во дворе, которых нужно сдерживать ради их же блага. Эти две работы, изображающие приюты, были не единственным исследованием страдания Гойей. В период с 1810 по 1820 год он создал восемьдесят три офорта, которые стали серией под названием «Бедствия войны» (исп. Los Desastres de la Guerra). Эта серия, опубликованная только в 1863 году, через тридцать пять лет после его смерти, показывает зверства, совершённые войсками Наполеона во время Мадридского восстания и Пиренейской войны.